# Societat Civil Catalana

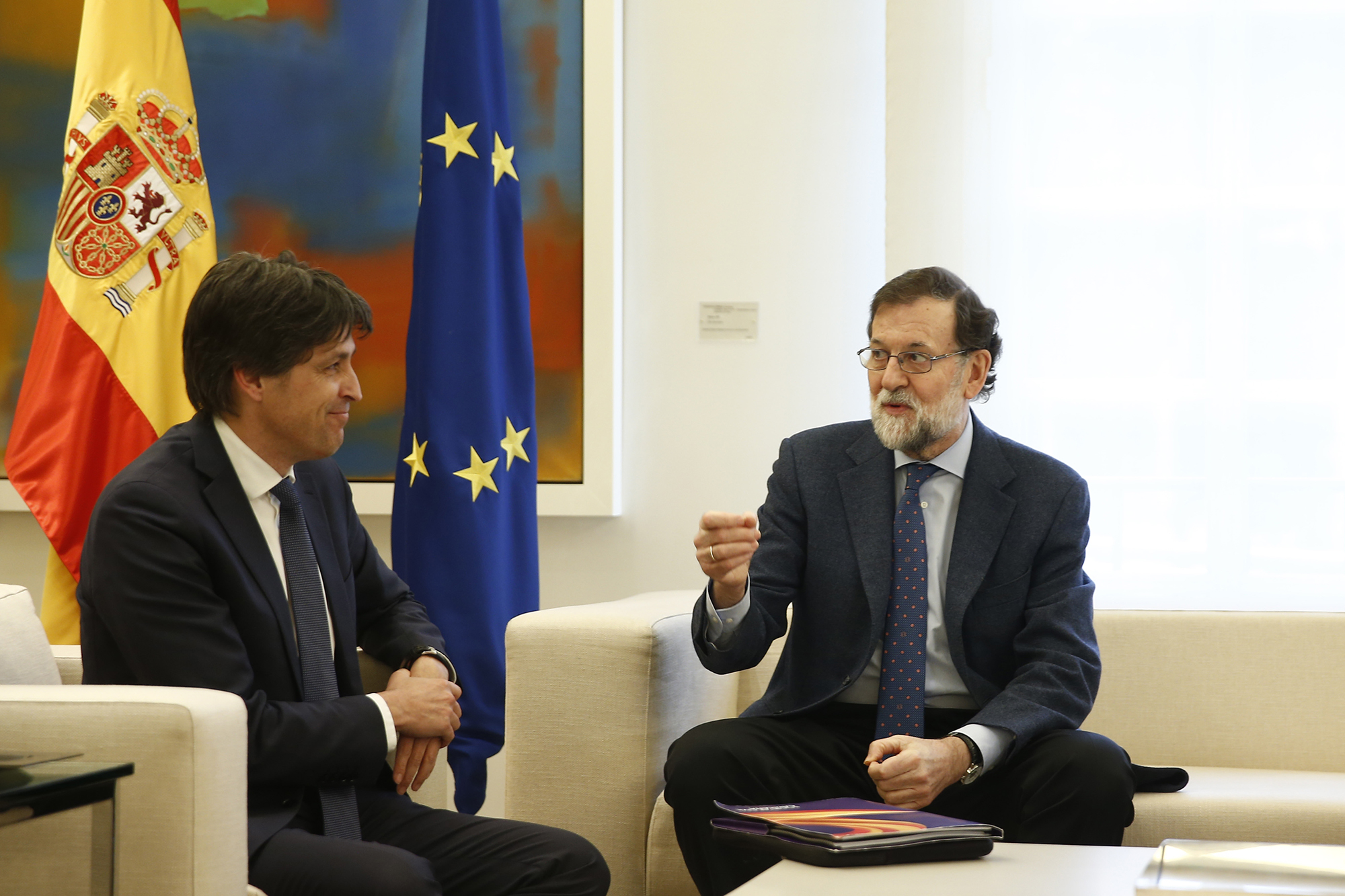
Presidenten för den spanska regeringen, Mariano Rajoy, tar emot presidenten för Societat Civil Catalana, José Rosiñol, år 2018

Societat Civil Catalana (”Katalanska civila samhället”) SCC är en spansk förening i Katalonien. Enligt stadgarna är det ett politiskt samhällsinitiativ med inriktning motsatt den katalanska självständighetsrörelsen med inslag av såväl vänster- som högerpolitik med syfte att förbättra förbindelserna med övriga Spanien.